# Булевард-Парк (Вашингтон)
Булевард-Парк (англ. Boulevard Park) — переписна місцевість (CDP) в США, в окрузі Кінг штату Вашингтон. Населення — 4094 особи (2020).

## Географія
Булевард-Парк розташований за координатами 47°30′44″ пн. ш. 122°18′47″ зх. д. / 47.51222° пн. ш. 122.31306° зх. д. (47.512172, -122.313151).  За даними Бюро перепису населення США в 2010 році переписна місцевість мала площу 4,18 км², з яких 3,99 км² — суходіл та 0,19 км² — водойми. В 2017 році площа становила 3,28 км², з яких 3,10 км² — суходіл та 0,19 км² — водойми.

## Демографія
Згідно з переписом 2010 року, у переписній місцевості мешкало 5287 осіб у 2082 домогосподарствах у складі 1181 родини. Густота населення становила 1265 осіб/км².  Було 2262 помешкання (541/км²).
Расовий склад населення:
| - 46,4 % — білих - 15,8 % — чорних або афроамериканців - 11,6 % — азіатів - 2,6 % — вихідців з тихоокеанських островів - 2,1 % — корінних американців - 15,0 % — осіб інших рас |

До двох чи більше рас належало 6,5 %. Частка іспаномовних становила 26,3 % від усіх жителів.
За віковим діапазоном населення розподілялося таким чином: 24,6 % — особи молодші 18 років, 65,6 % — особи у віці 18—64 років, 9,8 % — особи у віці 65 років та старші. Медіана віку мешканця становила 34,1 року. На 100 осіб жіночої статі у переписній місцевості припадало 111,5 чоловіків;  на 100 жінок у віці від 18 років та старших — 113,5 чоловіків також старших 18 років.
Середній дохід на одне домашнє господарство  становив 54 792 долари США (медіана — 46 910), а середній дохід на одну сім'ю — 64 902 долари (медіана — 52 000). Медіана доходів становила 36 290 доларів для чоловіків та 32 132 долари для жінок. За межею бідності перебувало 12,1 % осіб, у тому числі 27,6 % дітей у віці до 18 років та 0,0 % осіб у віці 65 років та старших.
Цивільне працевлаштоване населення становило 2118 осіб. Основні галузі зайнятості: будівництво — 14,4 %, роздрібна торгівля — 14,1 %, виробництво — 13,6 %, освіта, охорона здоров'я та соціальна допомога — 13,4 %.